# Mikel Oyarzabal
Mikel Oyarzabal Ugarte (Eibar, 21 de abril de 1997) é um futebolista espanhol que atua como ponta-esquerda. Atualmente joga na Real Sociedad.

## Carreira
Mikel Oyarzabal começou a carreira na Real Sociedad. Está entre os cinco maiores artilheiros do clube basco.
Conquistou a Copa do Rei de 2019–20, fazendo o gol do título sobre o rival Athletic Bilbao.
No dia 29 de junho de 2021, foi um dos 18 convocados pelo técnico Luis de la Fuente para representar a Espanha nos Jogos Olímpicos de Tokyo.

## Títulos
Real Sociedad
- Copa do Rei: 2019–20

Seleção Espanhola
- Campeonato Europeu Sub-21: 2019
- Campeonato Europeu: 2024

### Prêmios individuais
- 35º melhor jogador sub-21 de 2016 (FourFourTwo)[4]